# Darg-Koch
Darg-Koch (ros. Дарг-Кох) – wieś w Rosji, w Osetii Północnej, w rejonie kirowskim. W 2010 liczyła 2163 mieszkańców.